# 小行星92097
小行星92097（92097 Aidai）是一颗绕太阳运转的小行星，为主小行星带小行星。该小行星于1999年12月19日发现。
該小行星以日本愛媛大學的簡稱「愛大」命名。

## 轨道参数
小行星92097的轨道半长轴为485 973 850 km，3.2484883 UA，离心率为0.096。